# Argyreia lineariloba
Argyreia lineariloba är en vindeväxtart som beskrevs av Cheng Yih Wu. Argyreia lineariloba ingår i släktet Argyreia och familjen vindeväxter. Inga underarter finns listade i Catalogue of Life.